# James Burnham
Pour les articles homonymes, voir Burnham.
James Burnham (22 novembre 1905 à Chicago – 28 juillet 1987) est un politologue américain. 

## Biographie
James Burnham a étudié à l'université de Princeton puis au Balliol College de l'université d'Oxford. Il est devenu un important militant communiste dans les années 1930 par son appartenance au Workers Party of the United States et son rôle dans la formation du Socialist Workers Party (SWP) aux États-Unis, parti trotskiste. Burnham rompt avec la Quatrième Internationale après de très vives controverses engagées avec Léon Trotsky sur la nature du régime soviétique : Trotsky affirmait que l'Union soviétique était un « État ouvrier dégénéré », tandis que Burnham soutenait que le régime était un « collectivisme bureaucratique », et qu'il ne valait finalement pas la peine d'être soutenu, même avec un recul critique. 
En 1934, il épouse Marcia Lightner. 
La controverse conduit une tendance du SWP, comprenant Burnham ainsi que Max Shachtman et ses sympathisants, à quitter le Socialist Workers Party en 1940. Peu après, Burnham quitte complètement le mouvement communiste et travaille pendant la guerre pour l'Office of Strategic Services.
Dans l'après-guerre, Burnham devient expert auprès de la CIA. Aux débuts de la guerre froide, cette organisation cherche à se concilier des hommes de gauche souhaitant participer à la lutte contre le « totalitarisme » stalinien. Burnham réclame une stratégie agressive des États-Unis afin de saper la puissance soviétique. Il écrit régulièrement pour la National Review. En 1983, il reçoit la médaille présidentielle de la Liberté des mains du président Ronald Reagan. 
Les idées de Burnham ont eu une grande influence sur le courant néoconservateur américain.

## L'Ère des organisateurs
Burnham est connu pour son ouvrage The Managerial Revolution, publié en 1941, qui a fortement influencé le roman de George Orwell, 1984. Il y développait l’idée de la bureaucratisation des sociétés modernes. Selon l’auteur américain, la structure dirigeante des États totalitaires était la préfiguration d’une « révolution managériale » qui devait toucher tous les États : le développement des sciences et de la technique conduirait à l'émergence d'une nouvelle classe sociale intermédiaire (entre prolétariat et bourgeoisie), les « techniciens », qui imposeraient peu à peu leur pouvoir dans les rapports de production. Ces « organisateurs », « placés à la tête de ces grandes unités de pouvoir que sont la grande industrie, l’appareil gouvernemental, les organisations syndicales, les forces armées, constitueront la classe dirigeante », et ce indépendamment des types de régimes politiques et économiques de l'époque (capitalisme, communisme, fascisme). 
Selon cette théorie, il y a un lien causal direct entre le niveau de développement d’un pays et son régime politique. Cette analyse préfigure dans une certaine mesure la thèse de la technostructure développée par John Kenneth Galbraith dans Le Nouvel État industriel (1967) et celle de Raymond Aron portant sur la société industrielle. Capitalisme et communisme seraient tous deux dépassés par l'émergence d'une nouvelle société dominée par les gestionnaires (« managers »).
Plus tard, Pierre Naville accusera Burnham de s'être approprié les thèses de l'italien Bruno Rizzi (exposées dans son ouvrage La Bureaucratisation du monde) pour rédiger The Managerial Revolution : « J'ai lu Managerial Revolution en 1945 et j'ai aussitôt reconnu l'essentiel des idées de Rizzi, moins l'originalité et la verdeur de la pensée. C'est pourquoi j'écrivais en 1947 que Burnham avait purement et simplement copié Rizzi. Je dis copié car il ne s'agit pas d'une rencontre d'idées. Burnham connaissait « Bruno R. » (sinon Rizzi) dès sa polémique avec Trotsky, et après sa rupture avec le marxisme il s'appropria simplement la thèse de Rizzi pour en faire un best-seller américain, sans mentionner son obscur prédécesseur. »

## Publications
- (en) Introduction to Philosophical Analysis (avec Philip Wheelwright), New York, Henry Holt and Company, 1932.
- (en) The Managerial Revolution: What is Happening in the World, New York, John Day Co., 1941.
- (en) The Machiavellians: Defenders of Freedom, New York, John Day Company, 1943.
- (en) The Struggle for the World, New York, John Day Company, 1947.
- (en) The Case for De Gaulle: A Dialogue Between André Malraux and James Burnham, New York, Random House, 1948.
- (en) The Coming Defeat of Communism, New York, John Day Company, 1950.
- (en) Containment or Liberation?, New York, John Day Company, 1952.
- (en) The Web of Subversion: Underground Networks in the U.S. Government, New York, John Day Company, 1954.
- (en) Congress and the American Tradition, Chicago, Henry Regnery Company, 1959.
- (en) Bear and Dragon: What is the Relation Between Moscow and Peking?, New York, National Review, en coopération avec The American-Asian Exchange, 1960.
- (en) Suicide of the West: An Essay on the Meaning and Destiny of Liberalism, Chicago : Regnery Books, 1985 (éd. originale : 1964).
- (en) The War We Are In: The Last Decade and the Next, New York, Arlington House, 1967.

### Traductions françaises
- L'Ère des organisateurs (The Managerial Revolution: What is Happening in the World, 1941), trad. fr. Hélène Claireau, préf. Léon Blum, Paris, Calmann-Lévy, coll. "Liberté de l'Esprit", 1947 - rééd. 1969 (éd. originale : New York, 1941).
- Pour la Domination Mondiale (The Struggle for the World, 1947), Paris, Calmann-Lévy, coll. "Liberté de l'Esprit", 337 p., 1947.
- Les Machiavéliens, défenseurs de la liberté (The Machiavellians: Defenders of Freedom, 1943), Paris, Calmann-Lévy, coll. "Liberté de l'Esprit", 1949.